# Vingebånd
Et vingebånd er en stribe på langs af en fugls vinge og som i farve adskiller sig fra vingens øvrige farve.
| Dyr | Spire Denne artikel om dyr er en spire som bør udbygges. Du er velkommen til at hjælpe Wikipedia ved at udvide den. |